# الانتخابات العامة الأردنية 1951
مجلس النواب الأردني الثالث أُجريت انتخابات اختيار أعضاء المجلس في 1 سيبتمبر عام 1951 م. وعلى الرغم من منع العمل الحزبي في الأردن آنذاك، وكون المترشحين للانتخابات من المستقلين، فإن عددا من منتسبي بعض الأحزاب السياسية استطاعوا الظفر بمقاعد؛ وهذه الأحزاب هي الحزب الشيوعي الأردني وحزب البعث الإشتراكي وحزب الأمة الأردني والحزب العربي الدستوري.
تكون مجلس النواب الأردني الثالث من 40 عضو، ومارس صلاحياته التشريعية والرقابية لمدة 3 سنوات (1951-1954) إلى أن صدرت الإرادة الملكية بحل المجلس في 22 يونيو 1954 نتيجة معارضة هذا المجلس لسياسة الحكومة ولعدم تعاونه مع السلطة التنفيذية. وفي عهد هذا المجلس صدر دستور عام 1952 . ترأس المجلس كل من :عبد الله الكليب الشريدة، حكمت المصري وعبد الحليم النمر.

## أعضاء المجلس
- سعيد المفتي
- عبدالرحيم جرار
- حافظ الحمدالله
- عبدالله الريماوي
- موسى ناصر
- خلوصي الخيري
- هاشم الجيوسي
- عبدالقادر صالح
- يوسف عباس عمرو
- نجيب مصطفى الاحمد
- رشاد الخطيب
- حكمت المصري
- وليد الشكعة
- توفيق قطان
- انور الخطيب
- عبدالله نعواس
- قدري طوقان
- سعيد العزة
- رشاد مسودي
- عبدالفتاح دوريش
- كامل عريقات
- فهمي العلي
- حمد بن جازي
- محمود كريشان
- وحيد العوران
- جريس الهلسة
- احمد الطراونة
- هزاع المجالي
- محمد العيطان
- سليمان الخليل
- محمد السعد
- عبدالله الكليب
- محمد السالم أبو الغنم
- صالح المعشر
- عبدالحليم النمر
- الشيخ الشراري بن بخيت
- سليم البخيت
- رشاد طوقان
- محمد علي بدير
- وصفي ميرزا